# بنی‌عبدشمس
بنی‌عبدشمس (به عربی: بنو عبد شمس) نام شاخه‌ای از قبیله قریش از حدود سده ششم میلادی است. این خاندان فرزندان و منسوبان عبدشمس بن عبدمناف هستند.

## تبارشناسی
این خاندان نام خود را از عبدشمس بن عبدمناف بن قصی، برادر هاشم بن عبدمناف که پدربزرگ محمد پیامبر اسلام بود. نام‌گذاری کرده‌است. عبدشمس بن عبدمناف، با لیله بنت اسد بن عبدالعزا ازدواج کرد از او صاحب چهار پسر به نام‌های حبیب، ربیعه، عبدالعزا، امیه و یک دختر به نام رقیه شد. 

## نامداران

### بنی‌ربیعه
نسبت‌ آن به ربیعه بن عبدشمس بن عبدمناف می‌رسد.
- عتبه بن ربیعه
- شیبه بن ربیعه
- ابوحذیفه بن عتبه
- ولید بن عتبه
- هند بنت عتبه
- محمد بن ابی‌حذیفه

### بنی‌امیه
نسبت‌آن‌ها به امیه بن عبدشمس بن عبدمناف می‌رسد.
- عثمان بن عفان
- لیله بنت عثمان
- عبدالله بن عثمان
- اروی بنت کریز
- ابوسفیان بن حرب
- معاویة بن ابی‌سفیان
- یزید بن ابی‌سفیان
- ام حبیبه
- یزید بن معاویه

### بنی عبدالعزی
نسبت آن‌ها به عبدالعزی بن عبدشمس بن عبدمناف می‌رسد.
- ابوالعاص بن ربیع
- امامه بنت ابی‌عاص
- علی بن ابی‌عاص